# Aristidis Roubanis
Aristidis Roubanis, en griego: Αριστείδης Ρουμπάνης, (Trípoli, Grecia, 9 de marzo de 1932-Grecia, 13 de enero de 2018) fue un baloncestista y lanzador de jabalina griego.

## Carrera
Durante los años 1950, conocidos como los "Golden Five" jugó por el club de Panellinios, donde ganó 3 campeonatos de la liga griega (1953, 1955 y 1957).También fue miembro del equipo nacional griego de baloncesto masculino. Compitió en el FIBA EuroBasket de 1951 y en los Juegos Olímpicos de Helsinki 1952, donde además compitió en el lanzamiento de jabalina masculino con el equipo nacional de Grecia. Terminó su carrera con 25 selecciones durante que marcó 275 puntos para la selección de baloncesto de Grecia.